# 兼平大介
兼平 大介（かねひら だいすけ、1984年8月30日 - ）は、日本のプロレスラー、総合格闘家。

## 経歴
2003年、プロレスリング・ノアの入門テストに合格し練習生となるもデビュー前に退団。
2009年、金沢の総合格闘技ジムCB IMPACTに入門。
9月6日、新湊総合体育館で開催されたグラップリングツアービギナークラスアダルト81kg以下級に出場して優勝。
12月13日、新湊総合体育館で開催されたコパ・バーバリアン白帯メジオ級に出場して優勝。
2010年5月16日、clubDEEPイベントプラザ富山大会の対河村嘉展戦で総合格闘技デビュー。
2014年8月、プロレスリングHEAT-UPに入門。
11月2日、HEAT-UP枇杷島スポーツセンター大会の対長井満也戦でプロレスデビュー。
2016年8月24日、ファイト・オブ・ザ・リング新木場1stRING大会で開催された王座争奪トーナメントに優勝し、インターナショナルマーシャルアーツ王座を獲得。
2017年5月9日、新日本プロレス主催のLION'S GATE新宿FACE大会に参戦し、YOSHI-HASHIと対戦。
5月21日、KICKBOXING ZONE東京タワーメディアセンター大会に参戦。
10月12日、LION'S GATE新宿FACE大会に参戦し、永田裕志と対戦。
11月16日、LION'S GATE新宿FACE大会に参戦し、全日本プロレスの青柳優馬とのタッグで永田裕志＆小島聡と対戦。
12月21日、LION'S GATE新宿FACE大会に参戦し、小島聡と対戦。
2018年5月16日、ノリ・ダ・ファンキーシビレサスに勝利し、HEAT-UPユニバーサル王座を獲得。
2019年3月から4月、「パワフルタッグリーグ2019」に大谷譲二とのタッグで出場し優勝。
5月19日、TAMURA&藤波辰爾組に勝利し、大谷と共にHEAT-UPユニバーサルタッグ王座を獲得。
8月から9月、スポルティーバエンターテイメントで開催された「若鯱リーグ」に出場し優勝。
11月～12月、「灼熱王2019」に出場し優勝。
2021年5月、指定難病の黄色靭帯骨化症を発症し長期欠場。
9月17日、HEAT-UPとどろきアリーナ大会で復帰。
2022年5月2日、HEAT-UP後楽園ホール大会で長井満也に勝利し、HEAT-UPユニバーサル王座＆ＰＷＬワールドチャンピオンを獲得。
2024年12月末をもってプロレスリングHEAT-UPを退団。
2025年1月より地元である石川県に拠点を移し、石川プロレスと石川プロレスGYMを設立。

## 戦績
| 総合格闘技 戦績 | 総合格闘技 戦績 | 総合格闘技 戦績 | 総合格闘技 戦績 | 総合格闘技 戦績 | 総合格闘技 戦績 | 総合格闘技 戦績 |
| --------------- | --------------- | --------------- | --------------- | --------------- | --------------- | --------------- |
| 4 試合          | (T)KO           | 一本            | 判定            | その他          | 引き分け        | 無効試合        |
| 1 勝            | 0               | 1               | 0               | 0               | 0               | 0               |
| 3 敗            | 0               | 1               | 2               | 0               | 0               | 0               |

| 勝敗 | 対戦相手             | 試合結果                   | 大会名                                         | 開催年月日    |
| ×    | ヘンリ・ヴォルベリン | 5分2R終了 判定0-3          | DEEP CAGE IMPACT 2011 in HAMAMATSU             | 2011年9月18日 |
| ×    | アラン“ヒロ”ヤマニハ | 2R 3:25 チョークスリーパー | DEEP CAGE IMPACT 2011 in NAGOYA 公武堂ファイト | 2011年7月10日 |
| ○    | 勝木康智             | 1R 3:27 チョークスリーパー | DEEPフューチャーチャレンジ 公武堂ファイト10    | 2011年5月22日 |
| ×    | 河村嘉展             | 5分2R終了 判定0-3          | clubDEEP 富山〜野蛮人祭8〜                     | 2010年5月16日 |

## 得意技
ブラックカントリー
バックドロップ
腕ひしぎ逆十字固め
strike of the knee
トランスレイヴと同型。

## 入場曲
- 初代 : Cry Thunder（Dragon Force）
- 2代目 : Strike of the Ninja（Dragon Force）

## タイトル歴
- インターナショナルマーシャルアーツ王座
- HEAT-UPユニバーサル王座
- HEAT-UPユニバーサルタッグ王座
- ナイスガイガウン王座
- PWL世界王座
- 灼熱王優勝
- パワフルタッグリーグ優勝
- 水曜カレープロレス認定王座
- 若鯱リーグ戦優勝